# Cacosternum striatum
Cacosternum striatum е вид жаба от семейство Pyxicephalidae. Видът не е застрашен от изчезване.

## Разпространение
Разпространен е в Лесото и Южна Африка.